# Ulrich Wilcken
Ulrich Wilcken (født 18. december 1862 i Stettin, død 10. december 1944 i Baden-Baden) var en tysk arkæolog.
Wilcken blev privatdocent i Berlin 1888, ekstraordinær professor i Breslau 1889 samt ordentlig professor sammesteds 1891, i Würzburg 1900, i Halle 1903, i Leipzig 1906, i Bonn 1912, i München 1915 og i Berlin 1917, emeritus 1931. Af Wilckens fortjenstfulde produktion må nævnes Griechische Ostraka aus Aegypten und Nubien (1899), Tafeln zur älteren griechischen Paläographie (1890) og Grundzüge und Chrestomathie der Papyruskunde (I, 1911). Wilcken gjorde sig også et navn som grunder og udgiver af "Archiv für Papyrusforschung" (siden 1900).